# 창원시 마산회원구 (선거구)
창원시 마산회원구는 대한민국의 국회의원 선거구이다. 경상남도 창원시 마산회원구 일대를 관할한다. 현 지역구 국회의원은 국민의힘의 윤한홍이다.

## 역사
2010년 7월 1일을 기해 마산시, 창원시, 진해시가 통합되면서 통합 창원시가 출범했다. 또한 창원시에 구제가 실시되면서 마산시 을 선거구 관할 지역에 마산회원구가 신설되었다. 이에 제19대 국회의원 선거를 앞두고 마산회원구 지역을 관할하는 선거구로 신설되었다.

## 관할 구역
| 대수  | 관할 구역              |
| ----- | ---------------------- |
| 19대~ | 창원시 마산회원구 일원 |

## 역대 국회의원
| 선거   | 정당 | 정당       | 의원   |
| ------ | ---- | ---------- | ------ |
| 2012년 |      | 새누리당   | 안홍준 |
| 2016년 |      | 새누리당   | 윤한홍 |
| 2020년 |      | 미래통합당 | 윤한홍 |
| 2024년 |      | 국민의힘   | 윤한홍 |

## 역대 선거 결과

### 대한민국 제19대 국회의원 선거
|  | 53.85% |

|  | 38.45% |

|  | 7.68% |

### 대한민국 제20대 국회의원 선거
|  | 47.80% |

|  | 43.66% |

|  | 8.53% |

### 대한민국 제21대 국회의원 선거
|  | 56.42% |

|  | 41.95% |

|  | 0.87% |

|  | 0.74% |

### 대한민국 제22대 국회의원 선거
|  | 59.77% |

|  | 40.22% |